# Bairachki
Bairachki (en ucraniano: Байрачки, romanizado: Bairachky; en ruso: Байрачки) es un asentamiento urbano ucraniano perteneciente al óblast de Lugansk. Situado en el este del país, hasta 2020 era parte del raión de Perevalsk, pero hoy es parte del raión de Alchevsk y del municipio (hromada) de Alchevsk. Sin embargo, según el sistema administrativo ruso que ocupa y controla la región, Bairachki sigue perteneciendo al raión de Perevalsk.
El asentamiento se encuentra ocupado por Rusia desde la guerra del Dombás, siendo administrada como parte de la de facto República Popular de Lugansk y luego ilegalmente integrada en Rusia como parte de la República Popular de Lugansk rusa.

## Toponimia
El nombre Bairachki proviene de la palabra bayrak, que significa "una viga cubierta de hierba", ya que el pueblo está ubicado en un área con relieve de barrancos.

## Geografía
Bairachk está 3 km al suroeste de Zorinsk y 54 km al oeste de Lugansk.

## Historia
Bairachki se fundó en 1954 como un asentamiento de mineros para la recién construida mina de carbón Komissarivska (en ucraniano: Комісарівська). Las familias se instalaron en nuevos edificios de dos pisos, cerca se construyó un palacio de la cultura, se abrieron un jardín de infancia, tiendas, una oficina de correos, una cantina, una farmacia y un dispensario. Un poco más tarde, se abrió una escuela. El pueblo se elevó a un asentamiento de tipo urbano en 1959.
La mina de carbón se cerró en 2000 debido a la falta de rentabilidad y desde entonces la población ha disminuido enormemente debido al alto desempleo.
En abril de 2014, durante la guerra del Dombás, los separatistas prorrusos tomaron el control de Bairachki y desde entonces está controlado por la autoproclamada República Popular de Lugansk.

## Demografía
La evolución de la población entre 1989 y 2022 fue la siguiente:
| 1383                                                          | 1065 | 842 | 842 | 792 | 788 | 779 |
| (Fuente: Cities & Towns of Ukraine y UKRAINE: Größere Städte) |      |     |     |     |     |     |

Según el censo de 2001, la lengua materna de la mayoría de los habitantes, el 66,67%, es el ruso; del 32,96% es el ucraniano.

## Infraestructura

### Transporte
Por el asentamiento pasa la carretera M-21 y el tren de la línea Lugansk-Debáltseve pasa por Bairchaki, pero la estación más cercana está 16 km.